# Mineurs westphaliens
Pour les articles homonymes, voir Westphalien.

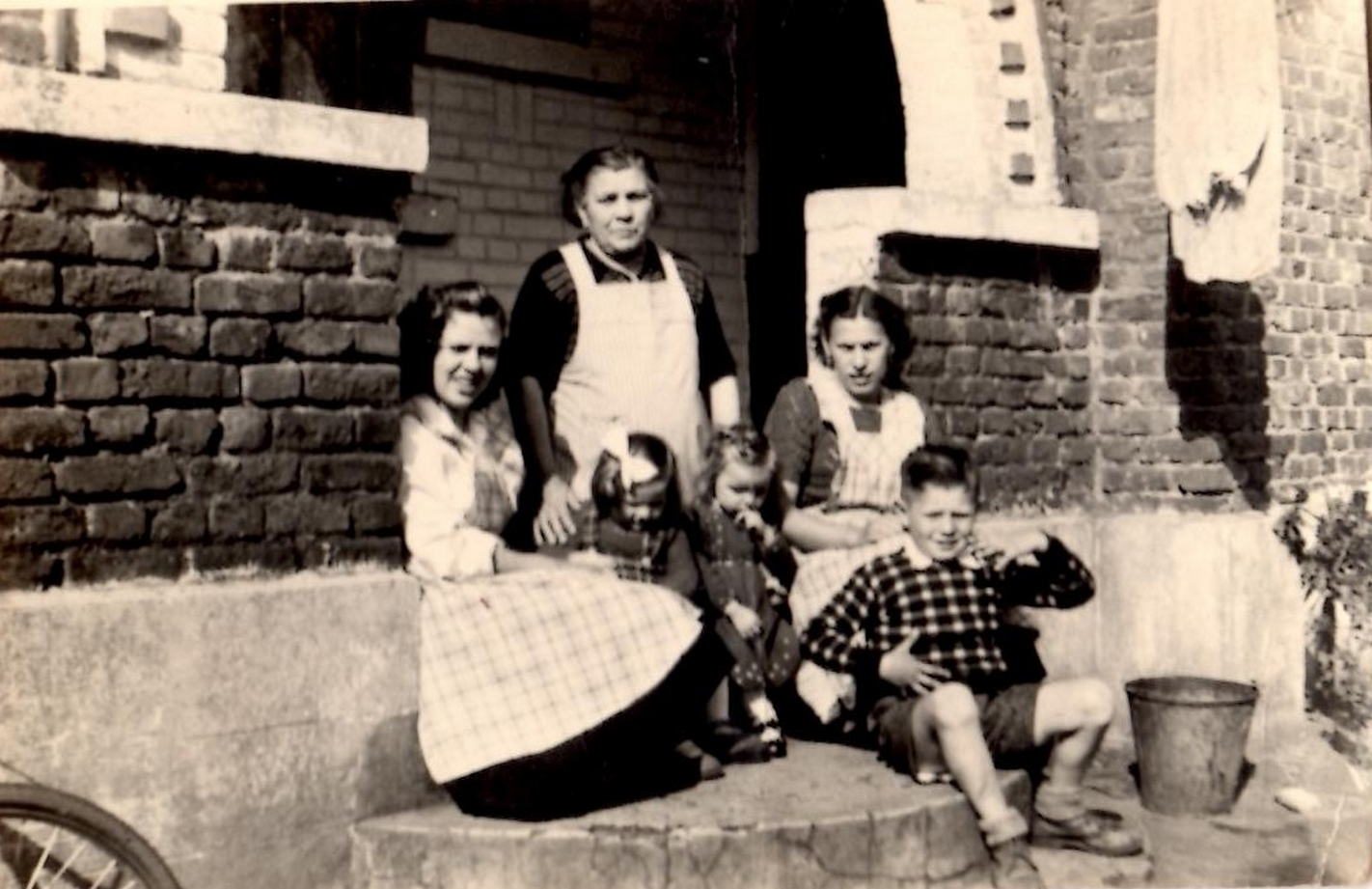
Photographie d'une famille de mineurs westphaliens installée dans sa maison dite demi-lune de la cité Beaurepaire, près de la fosse De Sessevalle de la Cie d'Aniche à Somain.

Les mineurs westphaliens sont des mineurs venus de Pologne qui se sont installés en Westphalie, dans les mines de charbon de la Ruhr allemande, puis dans différents bassins miniers français tel que celui du Nord-Pas-de-Calais ou de Ronchamp. Cette vague d'émigrations a fortement influencé les traditions minières et culturelles dans les villes et villages de ces bassins.

## Histoire

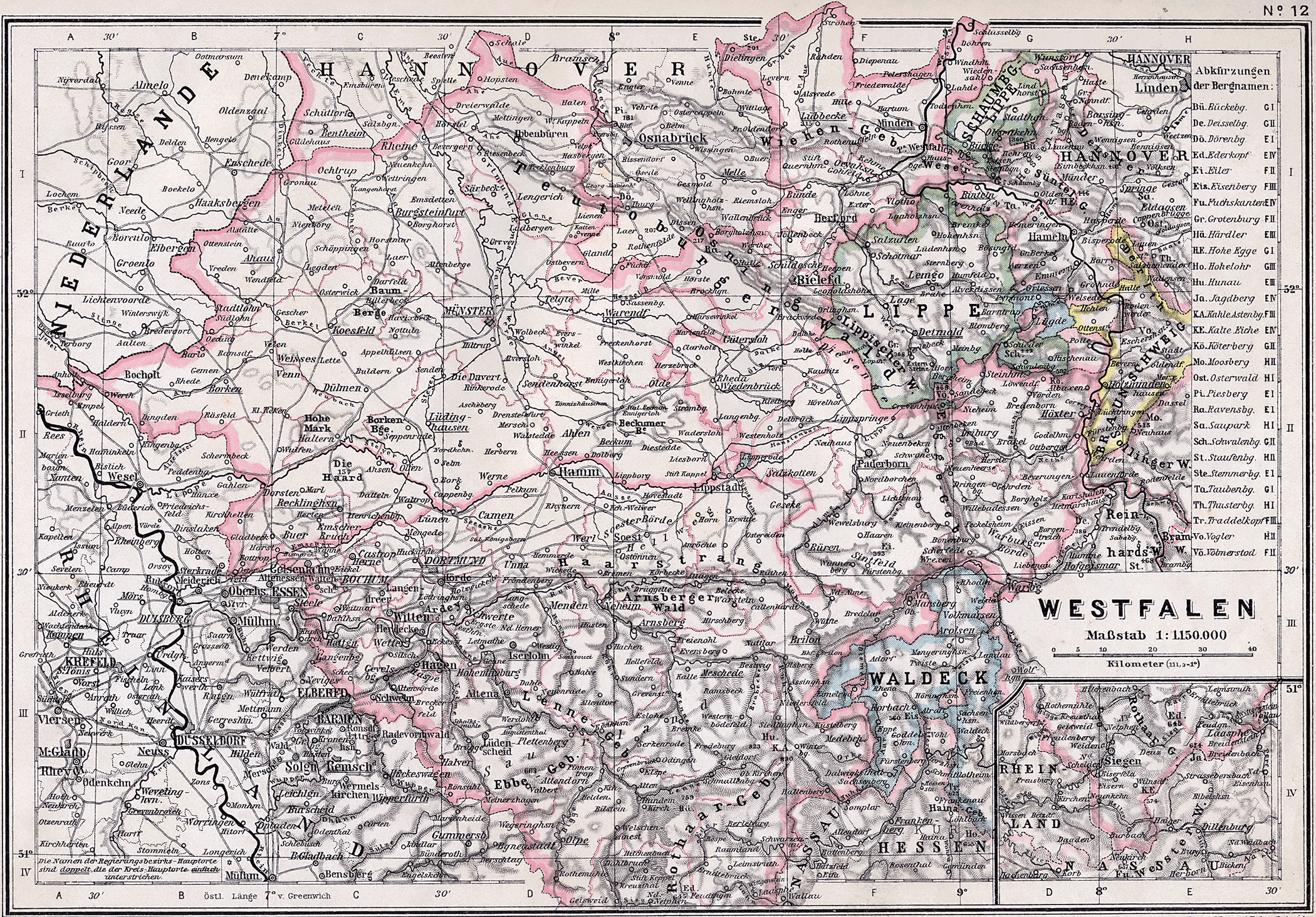
Carte de la Westphalie en 1905.

Les mineurs westphaliens sont les Polonais arrivés dans la Ruhr en provenance de Posnanie essentiellement à partir des années 1890, au moment où la production de charbon connaît une très forte croissance. Leur nombre ne cesse d'augmenter et Narodowiec, quotidien en langue polonaise, est fondé par Michał Franciszek Kwiatkowski en 1909 à Herne en Westphalie. Un premier groupe de 620 mineurs westphaliens arrive en 1909 et 1910, recrutés par la Compagnie des mines d'Anzin, sur les communes de Barlin, Lallaing, Guesnain et Wallers, sur une suggestion du prince polonais Witold Czartoryski, actionnaire de la Compagnie des mines d'Anzin. À la veille de la Première Guerre mondiale, ils étaient 2 000, femmes et enfants inclus. Mais en 1914, les autorités les évacuent vers les houillères du Massif central, pour prévenir l'hostilité contre ces prétendus « ennemis prussiens ». 
Lorsque la France occupe Düsseldorf et Duisbourg, de nombreux mineurs polonais s'installent en Westphalie avec leur famille, mouvement qui s’amplifie en janvier 1923. Les mineurs allemands font alors grève, contrairement aux polonais qui poursuivent le travail. Les autorités françaises et polonaises conseillent alors aux mineurs de se faire embaucher dans les mines françaises.
Environ 50 000 d'entre deux sont ensuite partis en France au début des années 1920, dont près des deux-tiers dans le bassin minier du Nord-Pas-de-Calais. Le journal Narodowiec les accompagne. Son siège est transféré à Lens en 1922. D'autres journaux, d'origine syndicale, sont fondés au même moment, et au même endroit : Prawo Ludu et Robotnik Polski. Une partie de ces mineurs westphaliens, beaucoup moins nombreuse, se dirigent dans d'autres bassins miniers en Alsace, Moselle, Loire ou encore Haute-Saône,,.
Dans le Nord, ils viennent massivement dans les années 1920 sur la partie occidentale du bassin minier, alors que les premiers « mineurs westphaliens » d'origine polonaise étaient arrivés avant-guerre plutôt dans la partie orientale. Les mineurs westphaliens importent dans la région Nord-Pas-de-Calais les techniques de production de la Ruhr allemande comme le marteau-piqueur, qui permet une plus forte productivité, sous réserve d'un bon approvisionnement en électricité. Les industriels du bassin minier du Nord-Pas-de-Calais avaient déjà l'expérience d'avant-guerre de polonais westphaliens considérés comme de bons mineurs, mais il faut les convaincre de venir en France car une partie d'entre eux sont tentés par un retour en Pologne après la guerre, malgré les destructions. 
Après la conférence gouvernementale franco-polonaise du 5 juin 1920, consacrée aux « mineurs westphaliens », la Compagnie de Bruay bâtit pour eux 1 600 maisons en trois ans, permettant de venir avec femmes et enfants. Exigeants sur la qualité de l'habitat, ils créent une quarantaine de sociétés polonaises à Bruay, ville où leur part dans la population culmine à 43 %.

## Influence culturelle

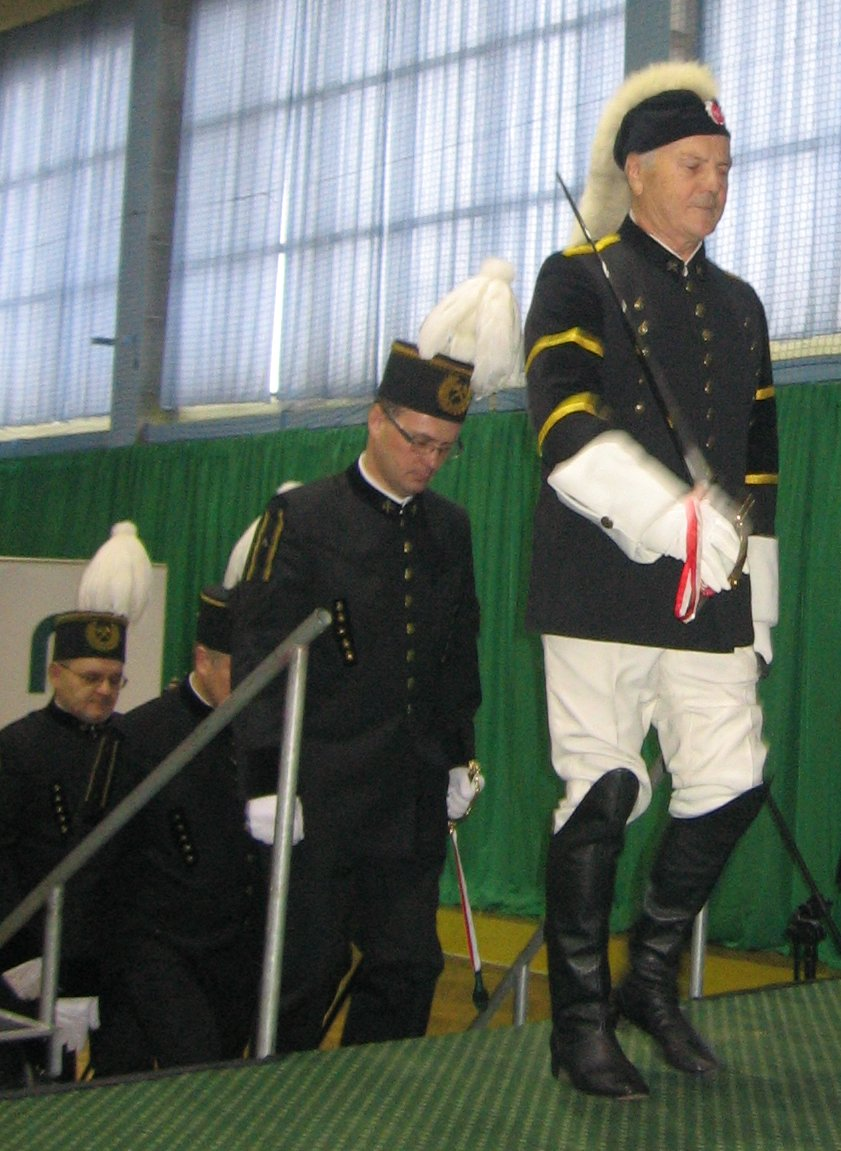
Costumes traditionnels de mineurs polonais.

L'immigration polonaise a fortement influencé les traditions minières et culturelles en France. Dans tous les bassins miniers, des mesures sont prises pour favoriser les liens sociaux entre les immigrés afin de favoriser leur productivité. C'est ainsi que des cités minières sont construites pour les familles d'immigrés, un enseignement et un encadrement religieux spécifiques sont mis en place.
Plus compétents dans leur métier et plus instruits, les Polonais de Westphalie jouent aussi un rôle important dans le syndicalisme et la vie associative, comme ils l'avaient fait en Allemagne dans les années 1890, car ils ont réfléchi depuis plus longtemps sur leur condition de salarié, mais ils sont parfois jalousés par les autres mineurs, comme en témoignent les articles du leader syndical Thomas Olszanski dans la presse des années 1920.
Certaines associations créées en Westphalie ont été transférées en France avec parfois les mêmes personnes. L'instituteur et le curé venaient avec les mineurs Le logement était important car ils arrivaient en famille: à Marles-les-mines, 3 000 maisons ont été bâties pour permettre à des « Westphaliens » de devenir Marlésiens, par la Compagnie des mines de Marles.
À Lapugnoy, commune voisine, d'autres polonais sont arrivés de Pologne, sans famille ni mobilier, en bateau puis en train, par la gare de Chocques, pour être installés cette fois dans des baraquements. Certains sont repartis en raison de ces mauvaises conditions d'accueil, d'autres après une période d'essai d'un an.

## Chronologie
Chronologie des différents événement concernant les mineurs westphaliens :
- 1886 et 1887 : lois de paix pour atténuer le Kulturkampf dans les régions sous contrôle allemand ;
- années 1890 : émigration vers la Ruhr, venant des territoires polonais sous domination allemande[11];
- décembre 1890 : Wiarus Polski créé à Bochum par l'abbé Franciszek Liss[12]
- 1894 : Jan Brejski rachète Wiarus Polski à l'abbé Franciszek Liss;
- 1902 : Jan Brejski créé avec son frère Anton "l'Union professionnelle polonaise" pour les mineurs de la Rhur[13];
- 1906 : Catastrophe de Courrières, 900 Kabyles recrutés par la Cie d'Anzin et la Cie de Courrières ;
- 1909 et 1910 : 620 westphaliens recrutés à Barlin, Lallaing, Guesnain et Wallers par la Cie de Nœux, la Cie d'Aniche et la Cie d'Anzin ;
- octobre 1909 : fondation du journal Narodowiec à Herne (Westphalie) ;
- 1910 : Thomas Olszanski quitte la Ruhr pour Courrières ;
- 1913 : Wiarus Polski tire à 10 000 exemplaires et Narodowiec à 6 000[12];
- 1914 : évacuation des westphaliens du Nord du vers le Massif central ;
- 1914 : 80 westphaliens du Nord arrivent à Cransac dans l'Aveyron ;
- été 1919 : à Mysłowice, écrasement de l'insurrection de Silésie par 21 000 soldats de la Reichswehr ;
- 13 octobre 1919 : arrêté créant six bureaux d'immigration, dont celui de Toul ;
- fin 1919 : le ministère français du Travail ouvre une « Mission française de la Main d'œuvre » à Varsovie ;
- 14 décembre 1919 : premier convoi venu de Pologne vers la France ;
- 1920 : la mission française déménage à Czestochowa sur fond de Guerre soviéto-polonaise[11];
- 14 février 1920 : premier conflit de la Guerre soviéto-polonaise près de Biaroza, en Biélorussie ;
- mars 1920 : les affrontements dans la Ruhr causent 2 400 morts, en plus de 35 600 assassinats politiques. À partir du 6 avril, la France occupe temporairement Francfort et Darmstadt[14] ;
- 5 juin 1920: conférence gouvernementale franco-polonaise consacrée aux westphaliens ;
- septembre 1920 : des westphaliens arrivent à Bruay-en-Artois et Marles-les-Mines[15];
- mars 1921 : Duisbourg et Dusseldorf sont occupées, en vertu d’une décision des Alliés ;
- mars 1922 : des polonais sont rassemblés à Poznań pour aller à Sallaumines[16];
- mars 1922 : le comité des houillères ouvre un bureau à Duisbourg, dans la Ruhr ;
- 11 janvier 1923 : début de l'Occupation de la Ruhr ;
- 1924 : Eyerimhoff créé la Société générale d’immigration ;
- 1er juillet 1924 : premier numéro à Lille de Wiarus Polski, imprimé par Le Grand Écho du Nord
- octobre 1924 : Narodowiec déménage à Lens;
- 1925 : le gouvernement allemand s'élève contre les transferts de main-d’œuvre ;
- 25 août 1925 : l’Occupation de la Ruhr est terminée.
- 1926-1928 : Wiarus Polski tire à 10 000 exemplaires et Narodowiec à 15 000, leur lectorat estimé à 100 000 personnes[17]